# 罗曼诺夫卡村委员会
罗曼诺夫卡村委员会（俄语：Романовский сельсовет）是俄罗斯联邦阿穆尔州十月区所属的一个村委员会。其下辖有3个居民点，行政中心为罗曼诺夫卡。据2016年统计，该村委员会的人口为634人。